# Louis Van Berckelaer
Petrus Ludovicus (Pierre Louis) Van Berckelaer (Antwerpen, 6 mei 1872 - Brussel, 4 september 1936) was een Belgisch vakbondsbestuurder en politicus voor de BWP.

## Levensloop
Van beroep diamantslijper, sloot Van Berckelaer zich in 1900 aan bij de Antwerpse Diamantbewerkersbond (ADB). Tijdens de staking voor de negenurendag in 1904 werd hij verantwoordelijk voor de financies van zijn bond. In 1912 werd hij voorzitter van de Antwerpse Diamantbewerkersbond, secretaris van het Wereldverbond van Diamantbewerkers, beheerder van de coöperatie Adamas, bestuurslid van de Antwerpse Federatie van Vakbonden en lid van het nationaal comité van de Syndikale Kommissie. Hij werd rond dezelfde periode ook hoofdredacteur van De Diamantbewerker en van 1907 tot 1914 van de Volkstribuun. Hij was vanaf 1903 bestuurslid van de ziekenkas van Antwerpse diamantbewerkers en werd er in 1921 voorzitter van. 
Tijdens de Eerste Wereldoorlog was hij lid van het Antwerpse Hulp- en Voedingscomité. Hij zetelde eveneens in het administratief bureau van het provinciaal comité, waarbij hij ook het secretariaat waarnam van de Provinciale afdeling van de Geneeskundigen Dienst voor Gekwetsten. 
Na de oorlog was hij lid van de Economische Raad voor de Heropbouw. In 1921 werd hij verkozen tot gemeenteraadslid van Antwerpen en tot socialistisch provinciaal senator. In 1925 werd hij verkozen tot senator voor het kiesarrondissement Antwerpen, een mandaat dat hij vervulde tot aan zijn dood.
Als voorzitter van de ADB, was hij medestichter en bestuurder van de modelslijperij De Daad. Binnen de coöperatieve beweging was hij voorzitter van de coöperaties Oud Huis (Antwerpen) en Excelsior. Hij was ook voorzitter van de herverzekeringskas van de diamantbewerkers (1921) en van de Harmonie De Werker. Hij zetelde in de Hogere Industrie- en Arbeidsraad.